# 浦和商業銀行
浦和商業銀行（うらわしょうぎょうぎんこう）は、明治から昭和期に埼玉県浦和町（現さいたま市浦和区）に本店を置いた銀行。

## 概要
かつて浦和町長だった星野平兵衛らによって設立された。埼玉銀行（現・埼玉りそな銀行）の前身となる第八十五銀行に買収され役目を終えた。
主な支店には志木支店や鳩ヶ谷支店がある。志木支店は瀟洒な建築物であったが、取りこわされ現在はJAとなっている。鳩ヶ谷支店は最初、民家を借りて開設した（鳩ヶ谷商工会館の場所）。5年後に近くに新築移転した。すべての支店は第八十五銀行の支店となった。
日本の代表的な児童文学作家である石井桃子の父が浦和商業銀行の支配人であった。

## 沿革
- 1900年（明治33年） - 浦和町の地主や商人によって資本金十五万円で発足[1][2]
- 1906年（明治39年） - 東京府板橋町（現・板橋区）に初の支店を開設。
- 1912年（明治45年） - 埼玉県鳩ヶ谷町（現・川口市）に鳩ヶ谷支店開設。
- 1917年（大正6年）2月25日 - 鳩ヶ谷支店を新築移転。
- 1937年（昭和12年）9月 - 第八十五銀行が浦和商業銀行を買収。